# 3M-54
3M-54“口径”（Калибр）、又被称为口径巡航导弹，其出口型3M-54E和3M54E1又称为俱乐部导弹，是由俄罗斯革新家设计局（OKB-8）研发的射程在220公里以上的巡航、反舰导弹，而擁有核武器的Kalibr則射程為2,600公里（1,600英里）。可由水面舰或潜艇发射，在1999年才在公众面前出现。首先出现的是潜射型，曾经在出口到中国和印度的基洛级潜艇上搭载。GRAU编号3M54，北約代號為SS-N-27“热天（Sizzler）”（3M14型为SS-N-30）。3M-54E称为SS-N-27B。目前3M-54系统包括3M-54-A空射型、3M-54-M地面发射型。3M-54-A空射型射程增加到300千米，根据莫斯科航展中所展示的，3M-54-AE所搭载苏-35多用途战机，而略小一点的3M-14-AE由中型米格-35多用途战机搭载。3M-54E能在冲刺阶段达到超音速，3M-54E1全程不具备超音速能力。

## 發射歷史
2015年10月7日，俄羅斯裏海艦隊發射26枚Kaliber-NK系統3M14T巡弋飛彈，美國官員稱有4枚落入伊朗境內，而沒有命中敘利亞的目標。
2015年11月20日，俄羅斯從裏海向敘利亞的目標發射了18枚3M14T巡航導彈，目標是在拉卡，伊德利卜和阿勒頗。
2015年12月9日，俄羅斯從部署在地中海的改進的基洛級潛艇B-237 頓河畔羅斯托夫發射了一組來自Kalibr-PL系統的3M14K巡航導彈。
2016年8月19日，俄羅斯從部署在地中海東部的暴徒级小型导弹舰泽列内·多尔号和谢尔普霍夫号發射了三枚Kalibr-NK巡航導彈，擊中了阿勒頗省的目標。
2017年6月23日，俄羅斯護衛艦海軍上將格里戈羅維奇和海軍上將埃森以及潛艇克拉斯諾達爾向哈馬伊斯蘭國武器庫目標發射了6枚卡利布導彈。
2017年11月3日，俄羅斯潛艇科爾皮諾從水下位置發射6枚Kalibr導彈。導彈襲擊了代爾祖爾及阿布凱馬勒附近的武裝分子的據點，武器彈藥庫，武裝分子成員以及重要指揮中心。
2018年2月3日，地中海的俄羅斯護衛艦和潛艇發射了幾枚卡利布導彈，攻擊在敘利亞伊德利卜省的反阿薩德政府武裝。
2022年2月26日，据路透社报道，在俄罗斯入侵乌克兰期间，俄方曾用口径巡航导弹打击乌克兰境內的設施。同年3月24日晚，俄罗斯国防部发言人伊戈尔·科纳申科夫表示，俄方使用数枚口径巡航导弹摧毁了乌军位于基辅附近的卡利诺夫卡油库，这是乌克兰最大的油库之一。4月10日，俄军使用口径巡航导弹摧毁了乌方位于第聂伯罗南部郊区的四套S-300防空系统与25名军人，伊戈尔·科纳申科夫表示被摧毁的S-300源自欧洲国家捐赠。
2022年10月10日，俄軍以包括「口徑」在內的多種巡航導彈，對烏克蘭多個主要城市實施轟炸。不過被證實部分遭到烏軍防空部隊阻擋，而且其中包含首例巡弋飛彈被以肩扛式飛彈擊落的事件。

## 使用国
- 俄羅斯: 俄国海军使用3M54和3M14。基洛级、拉达级、阿库拉级核潜艇和亚森级核潜艇使用潜射版。暴徒级轻型护卫舰、轟鳴級護衛艦、22350型护卫舰、格里戈洛维奇海军上将级护卫舰使用水面版。
- 印度:印度的基洛级使用Klub-S型和Klub-N型，什瓦利克级巡防舰和塔尔瓦级护卫舰使用水面版。[8]
- 阿尔及利亚: 阿尔及利亚海军的基洛级使用Klub-S型。
- 越南: 越南海军：同上。
- 中国: 中国人民解放军海军：同上。[9]并开发了同样亚音速与超音速结合的鹰击18反舰导弹。

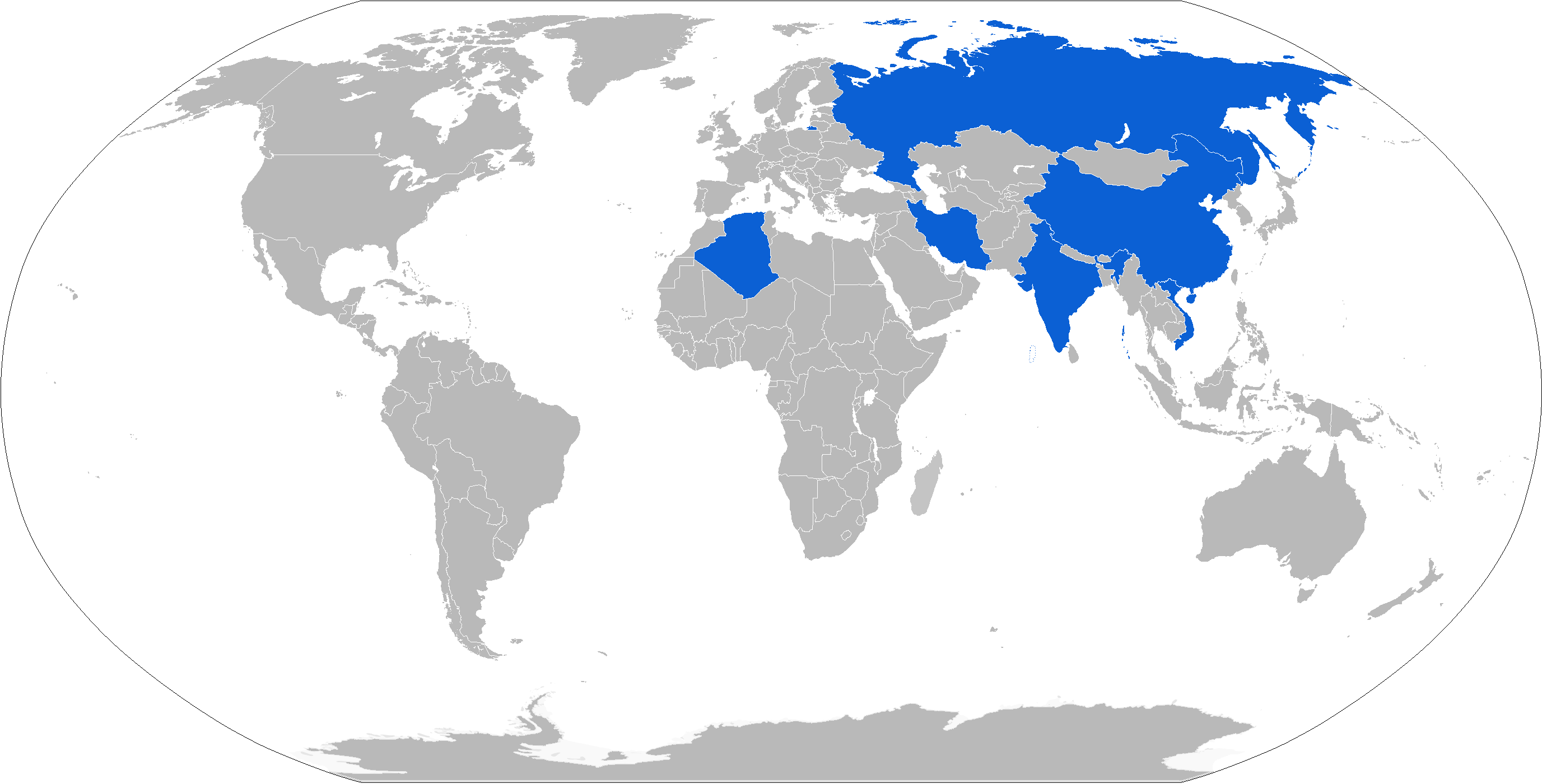
3M-54口徑飛彈的使用國
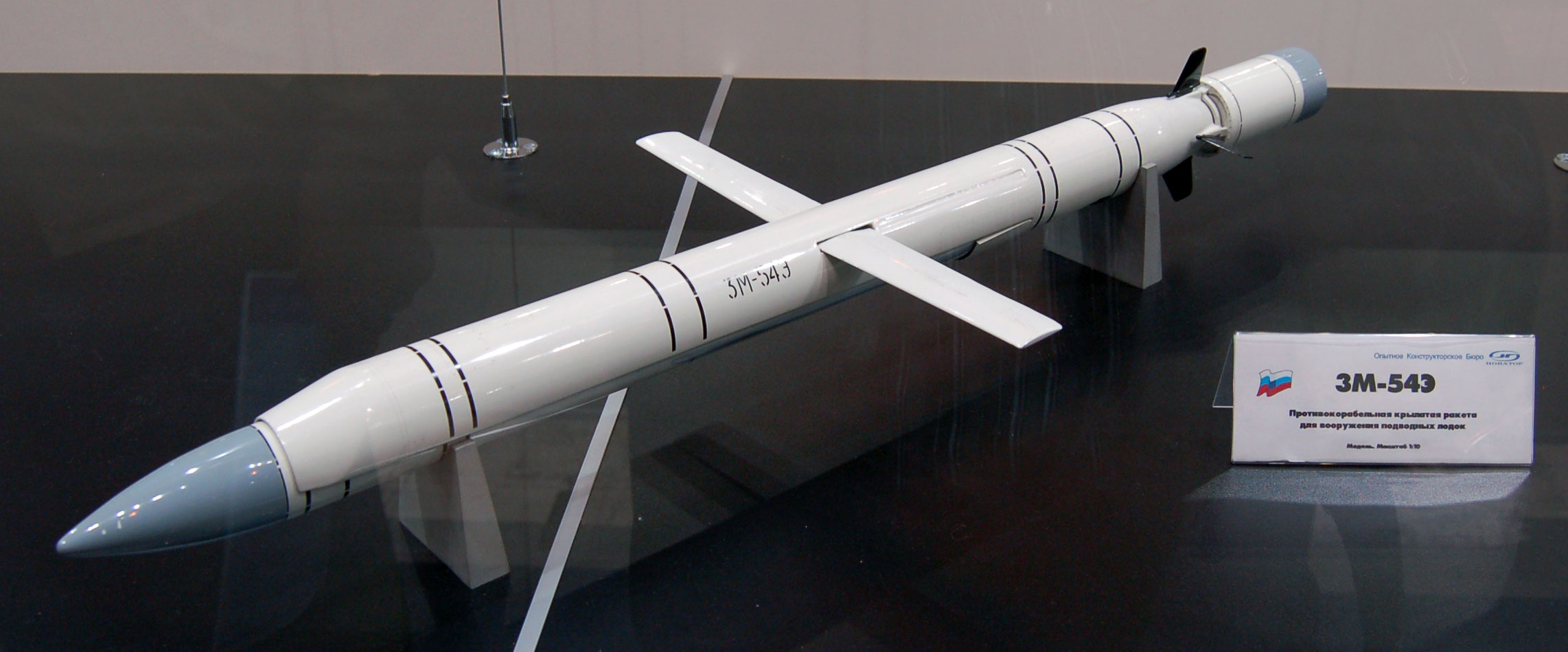
3M-54E反艦飛彈
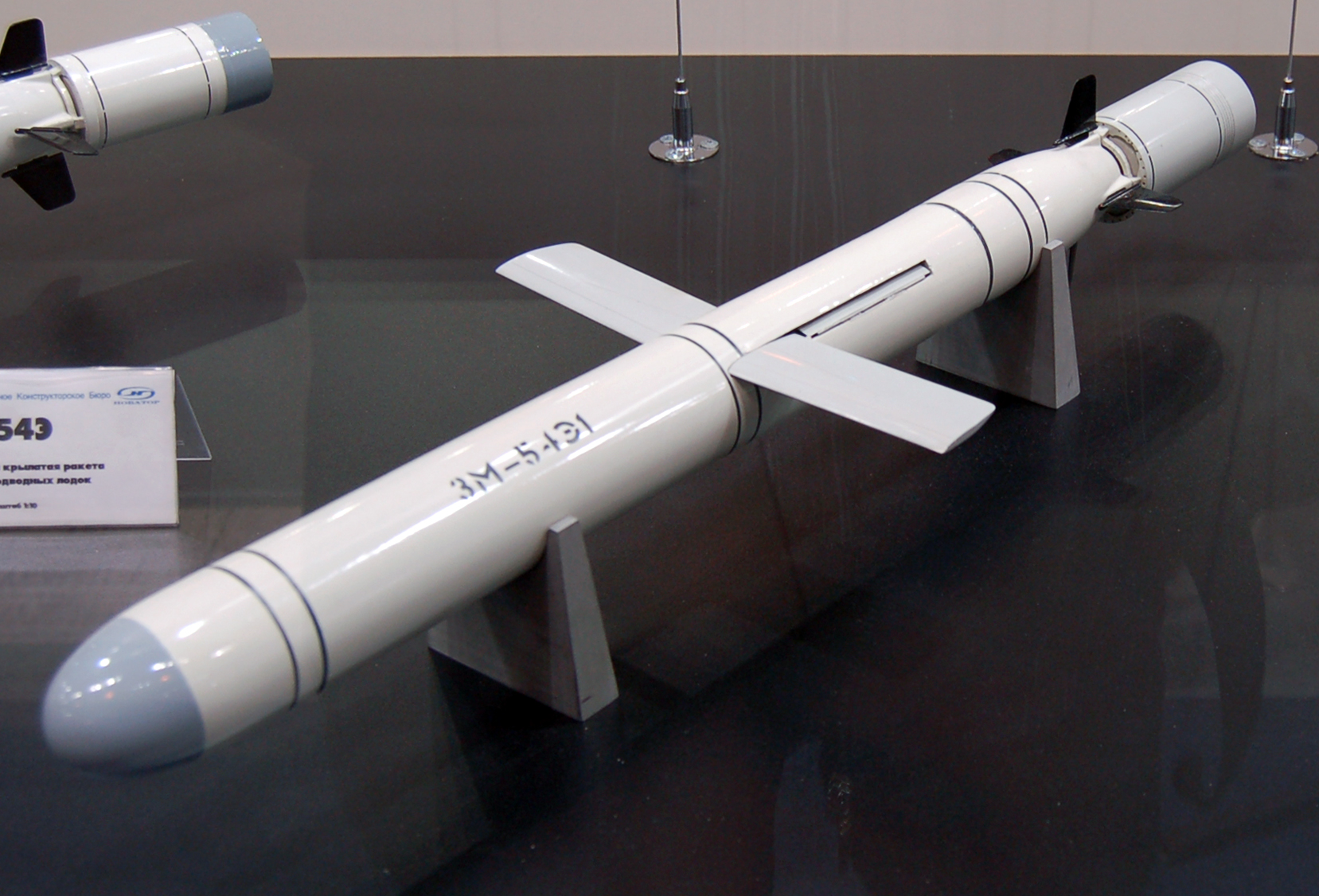
3M-54E1巡弋飛彈
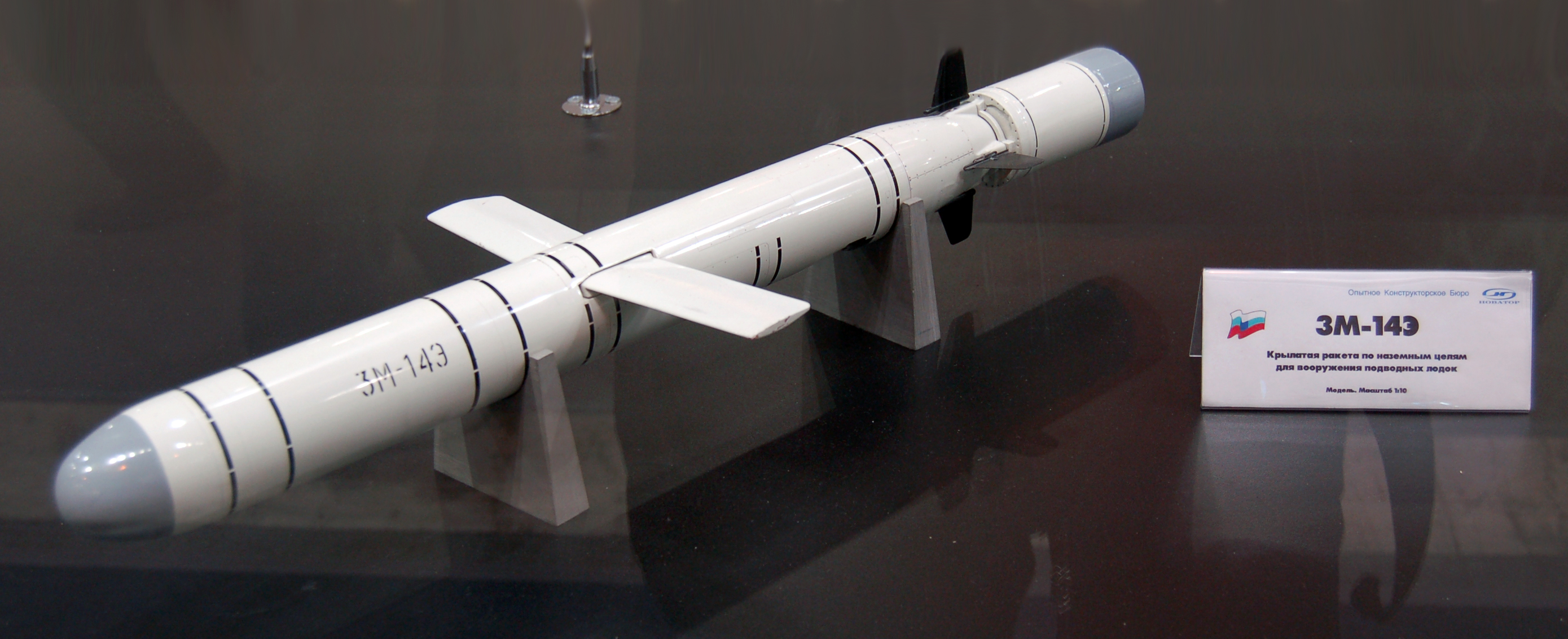
3M-14E巡弋飛彈
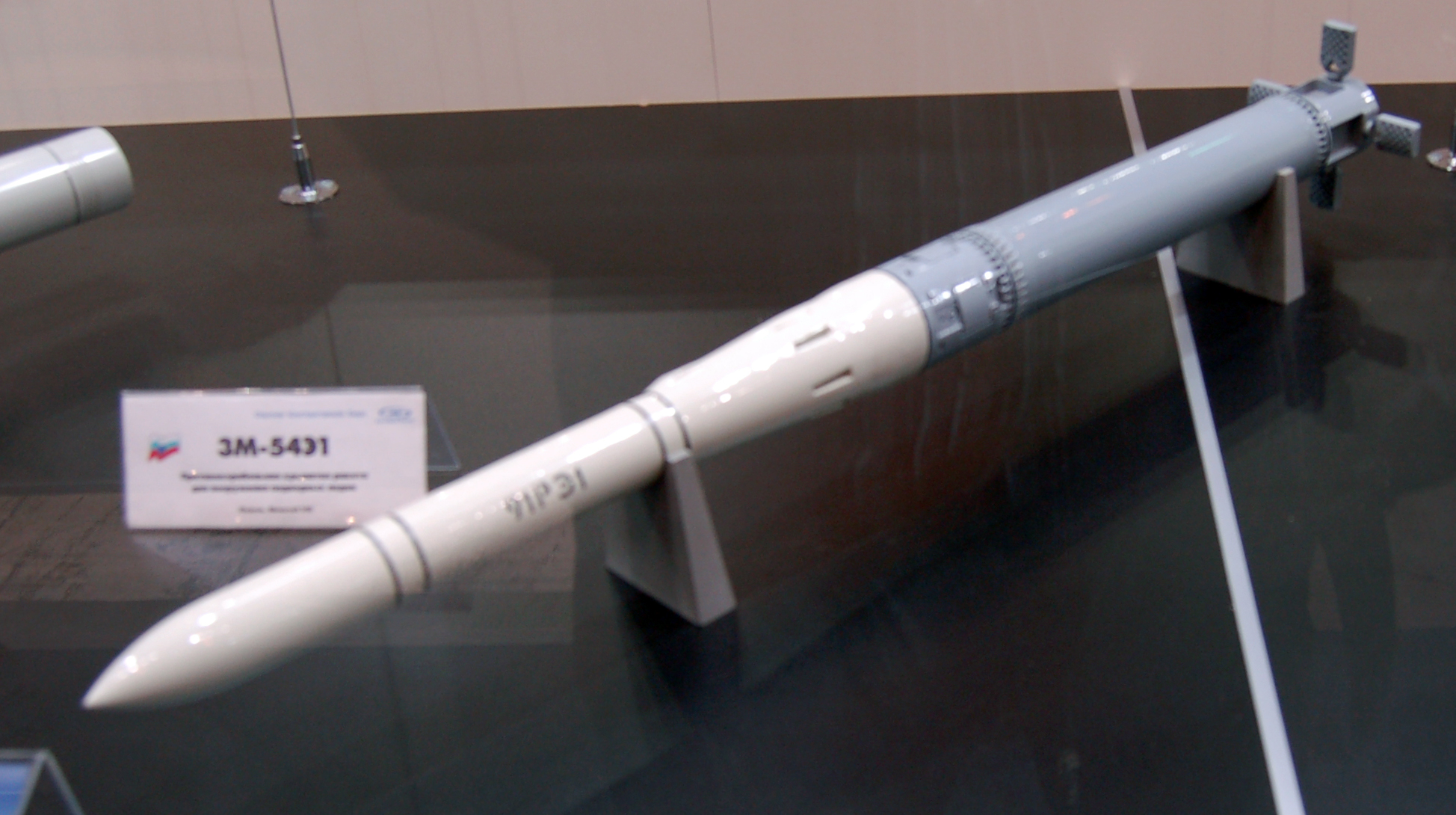
91RE1反潛飛彈
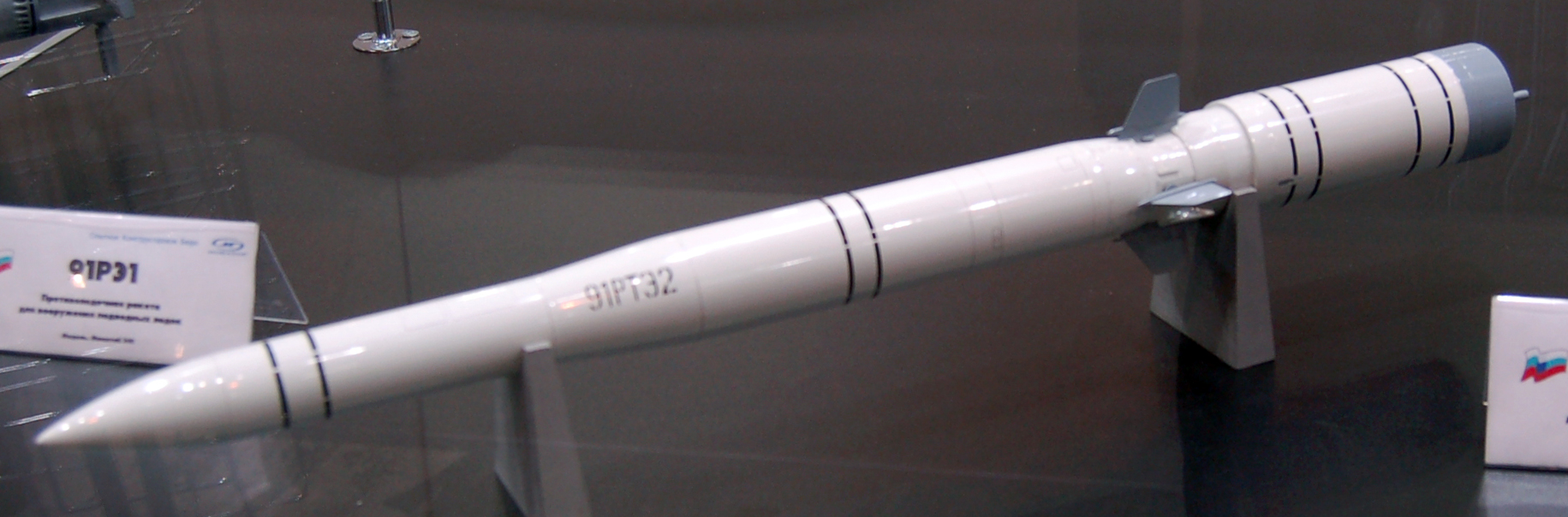
91RTE2反潛飛彈
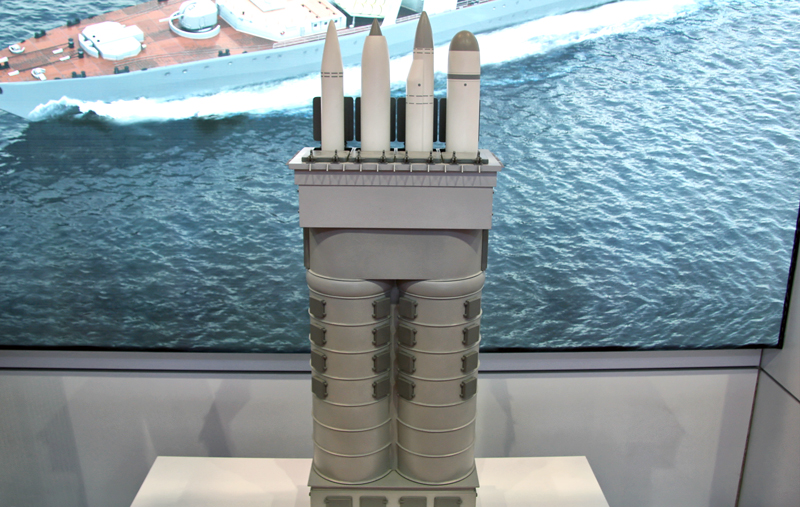
多彈種複合垂直熱發射系統模型
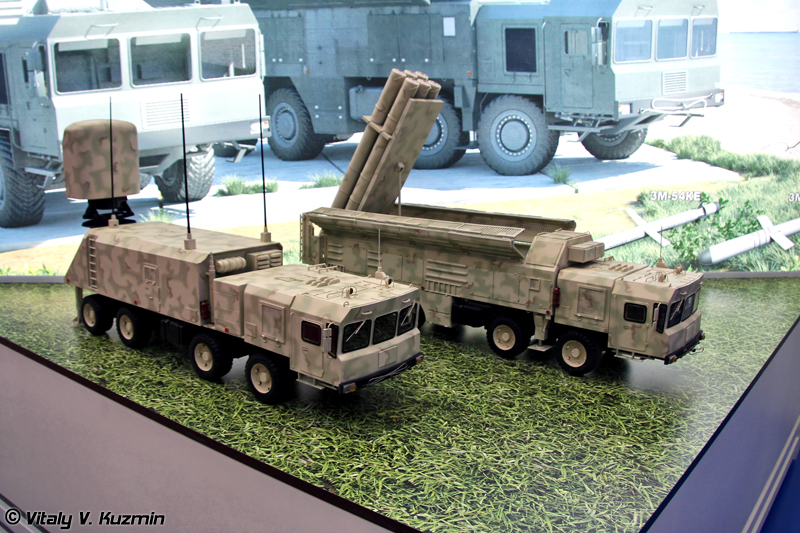
陸基發射版模型

## 外部連結
- producer （英文）
- . Federation of American Scientists.   [2007-02-27]. （原始内容存档于2007-02-05） （英语）.
- . Bharat Rakshak Monitor.   [2007-02-27]. （原始内容存档于2007-02-05） （英语）.
- . Globalsecurity.org.   [2007-02-27]. （原始内容存档于2007-02-20） （英语）.
- . Globalsecurity.org (Navy Systems).   [2007-03-23]. （原始内容存档于2007-03-14） （英语）.